# Caecocaelus clarkei
Caecocaelus clarkei is een keversoort uit de familie van de loopkevers (Carabidae). De wetenschappelijke naam van de soort werd voor het eerst geldig gepubliceerd in 1979 door Stefano Ludovico Straneo.